# Fagniveauer
Fagniveauer bruges til at fortælle sværhedsgraden af et fag, hvor niveau A er det højeste og det sværeste. Niveauerne er: basis,G,F,E,D,C,B,A  
På Almen voksenudannelse (AVU) undervises der i følgende fagniveauer: 
- Basisniveau er grundlæggende
- F er et niveau mellem folkeskolens afgangsprøve og 10. klasseprøven.
- E svarer til 10. klasseprøven.
- D er et niveau mellem 10. klasseprøven og gymnasialt niveau C.  og er det højeste niveau på AVU